# 1786 en musique classique
| \| • Retour à la chronologie générale de la musique classique • \| |
| Grèce • Rome • Haut Moyen Âge • VIIIe siècle • IXe siècle • Xe siècle • XIe siècle XIIe siècle • XIIIe siècle • XIVe siècle • XVe siècle • XVIe siècle • XVIIe siècle XVIIIe siècle • XIXe siècle • XXe siècle • XXIe siècle |
| • Retour à la chronologie générale de la musique classique • |

| Années en musique classique : 1783 - 1784 - 1785 - 1786 - 1787 - 1788 - 1789    |
| Décennies en musique classique : 1750 - 1760 - 1770 - 1780 - 1790 - 1800 - 1810 |

## Événements
- 4 janvier : Œdipe à Colone, drame en musique de Antonio Sacchini, créé à Versailles.
- 31 janvier : Eurydice de Johann Gottlieb Naumann est créé à Copenhague.
- 7 février : Création le même jour à Schönbrunn, sur une commande de Joseph II de la comédie en musique Le directeur de théâtre de Mozart et du mélodrame D'abord la musique, ensuite les paroles d'Antonio Salieri.
- 1er mai : Les Noces de Figaro, opéra de Mozart, créé au Burgtheater de Vienne. Début de la collaboration de Mozart avec Lorenzo da Ponte. Les Noces de Figaro ne peuvent être représentées qu’en italien sur injonction de la censure et de l’empereur Joseph II. L’opéra fait un triomphe.
- 1er août : la Sonate pour piano à quatre mains en fa majeur, K. 497 est composée par Mozart.
- 5 août : le Trio Kegelstatt pour clarinette, alto et piano est composé par Mozart.
- 12 septembre : les Douze variations sur un allegretto en si bémol majeur K. 500 sont composées par Mozart.
- 11 octobre : Le Faucon, opéra de Dmitri Bortnianski, créé au palais de Gatchina.
- octobre : Richard Cœur de Lion, semi-opéra de Thomas Linley le vieux, texte de John Burgoyne, créé au Théâtre de Drury Lane à Londres.
- 17 novembre : Una Cosa rara de Vicente Martín y Soler est créé à Vienne.

Date indéterminée
- La Clementina, zarzuela de Luigi Boccherini, créée à Madrid.
- L'Impresario in Augustie, opéra de Domenico Cimarosa, créé à Naples.
- Joseph Haydn: 82e Symphonie, dite L'Ours.
- Mozart: 23e et 24e concertos pour piano.

## Naissances

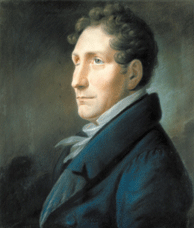
Friedrich Kuhlau

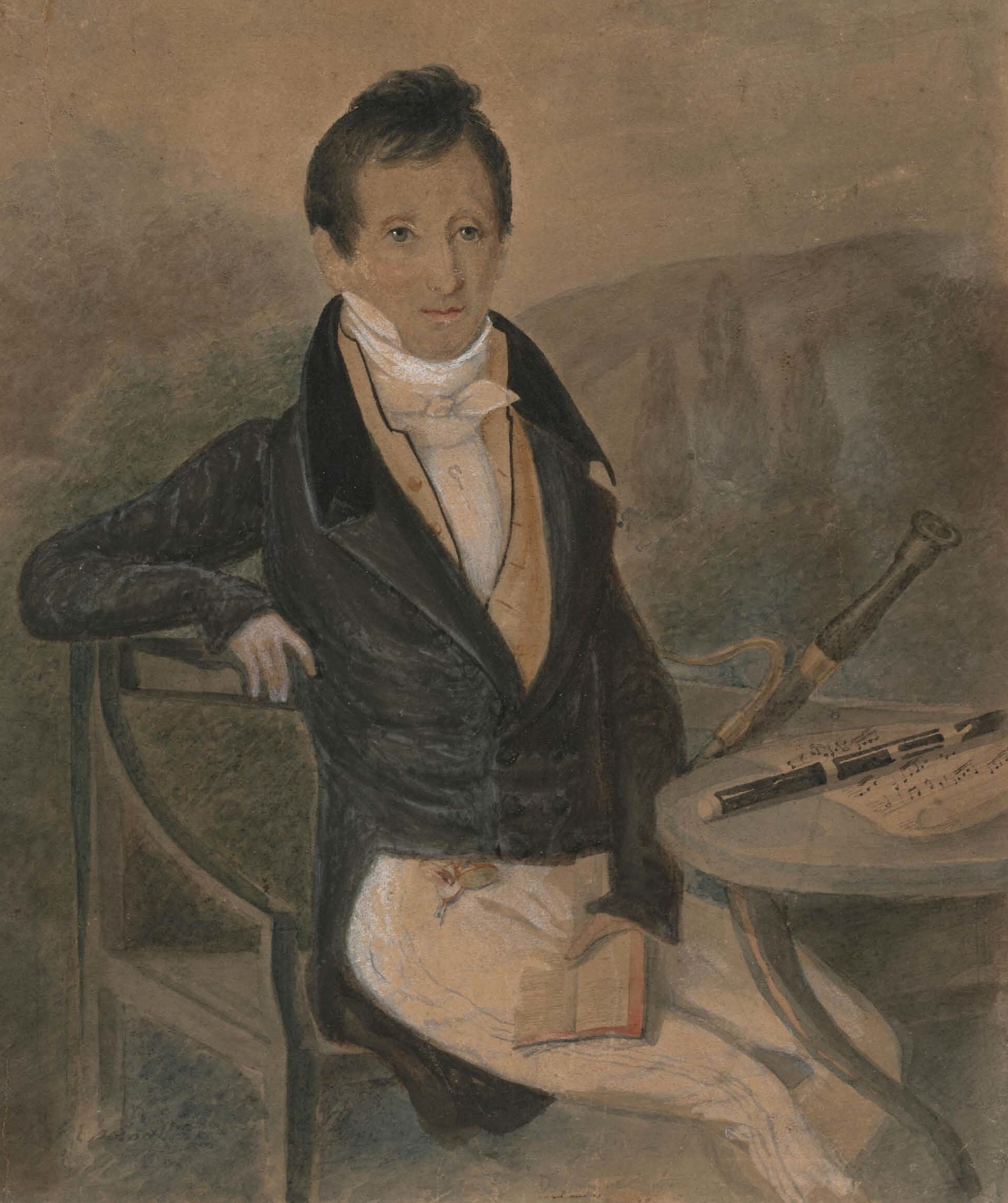
Jean-Louis Tulou

- 3 janvier : Friedrich Schneider, compositeur, organiste, pianiste, chef d’orchestre et pédagogue allemand († 23 novembre 1853).
- 2 mars :
  - Marie Bigot, professeur de piano et compositrice française († 16 septembre 1820).
  - Caroline Boissier-Butini, pianiste et compositrice suisse († 17 mars 1836).
- 10 juin : Louis-Nicolas Séjan, organiste et compositeur français († 1849).
- 25 juillet : Giacomo Cordella, compositeur italien († 8 mai 1847).
- septembre : Jean-Nicolas Savary, bassoniste et facteur de basson français († 9 février 1853).
- 11 septembre : Friedrich Kuhlau, compositeur danois († 12 mars 1832).
- 12 septembre : Jean-Louis Tulou, flûtiste, compositeur et facteur de flûtes français († 24 juillet 1865).
- 3 octobre : Carl Almenraeder, bassoniste, compositeur et facteur allemand d'instruments de musique de la famille des bois († 14 septembre 1843).
- 7 novembre : Francisco Andrevi, compositeur espagnol († 23 novembre 1853).
- 18 novembre :
  - Henry Rowley Bishop, compositeur anglais († 30 avril 1855).
  - Carl Maria von Weber, compositeur allemand († 5 juin 1826).
- 3 décembre : Iwan Müller, clarinettiste et facteur d'instruments à vent estonien († 4 février 1854).
- 20 décembre : Pietro Raimondi, compositeur italien († 30 octobre 1853).

## Décès

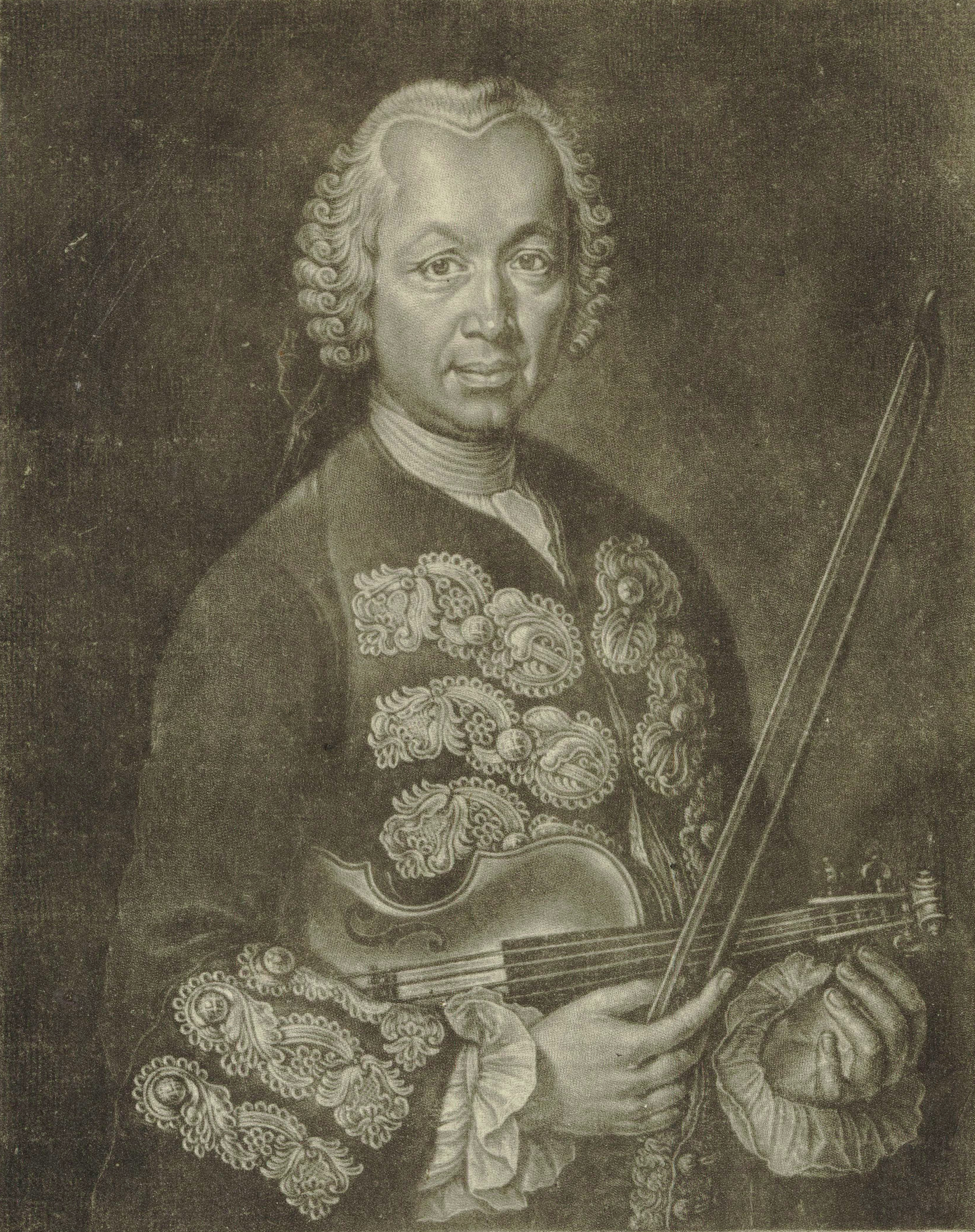
Franz Benda

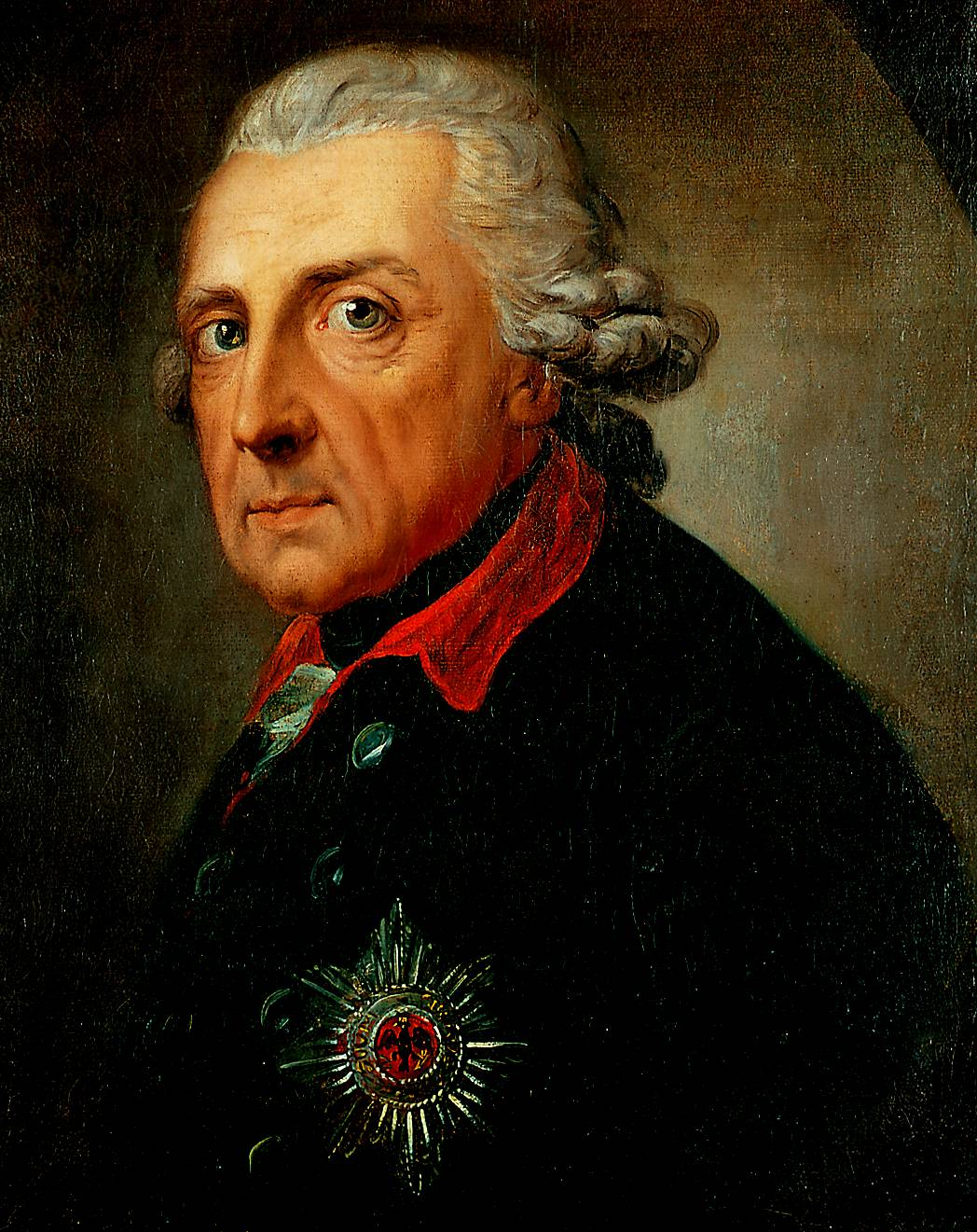
Frédéric II de Prusse

- 10 janvier : Elisabeth Augusta Wendling, cantatrice allemande (° 20 février 1746).
- 14 janvier : Catherine-Nicole Le Maure, cantatrice française (° 3 août 1703).
- 7 mars : Franz Benda, compositeur allemand d'origine tchèque (° 25 novembre 1709).
- 19 mai : John Stanley, compositeur et organiste britannique (° 17 janvier 1712).
- 5 juillet : Michel Yost, clarinettiste et compositeur français (° 1754).
- 29 juillet : Franz Aspelmayr, compositeur et violoniste autrichien (° 2 avril 1728).
- 2 août : François-Louis Gand Le Bland Du Roullet, diplomate, auteur dramatique et librettiste français (° 11 avril 1716).
- 7 août : Friedrich Schwindl, compositeur néerlandais (° 3 mai 1737).
- 16 août : Henri-Jacques de Croes, compositeur belge (° 19 septembre 1705).
- 17 août : Frédéric II de Prusse, roi de Prusse et également flûtiste (° 24 janvier 1712).
- 18 septembre : Giovanni Battista Guadagnini, luthier italien (° 23 juin 1711).
- 6 octobre : Antonio Sacchini, compositeur italien (° 4 juin 1730).
- 26 décembre : Antonio Brunetti, violoniste italien (° 1744).

Date indéterminée
- Michael Arne, compositeur britannique (° 14 janvier 1740).
- Manuel Canales, violoncelliste et compositeur espagnol (° 26 mars 1747).
- Giacomo Rust, compositeur italien d'opéras (° 1741).